# Остап Фасцієвич
Остап Артемович Фасцієвич (Фацкієвич, Фецькевич, Федькович) (? — 1664) — український військовий діяч доби Гетьманщини, дипломат. Генеральний писар (1659—1660), корсунський полковник (1659).

## Життєпис
Народився в селі Дівочки Київського воєводства у шляхетській родині. Імовірно, мав добру освіту.
За часів Хмельниччини був писарем Генеральної військової канцелярії. Виконував дипломатичні доручення гетьмана Богдана Хмельницького. У червні-липні 1656 року їздив до Москви у складі делегації Івана Скоробагатька, отримав подарунки від царя. У червні 1657 року у Чигирині вів перемови з московським окольничим Федором Бутурліним.
Був прибічником гетьмана Івана Виговського. У травні 1659 року їздив до Варшави на сейм у складі делегації Війська Запорозького. 10 червня склав присягу козацьких послів. У 1659 році був нобілітований, отримав у володіння село Шендерівку на території Корсунського полку. Наприкінці року деякий час очолював полк.
Після приходу до влади Юрія Хмельницького призначений генеральним писарем. Кілька разів був послом до короля і до царя. У грудні 1659 — січні 1660 року їздив до Москви разом з Андр. Одинцем, М. Булигою та П. Дорошенком. Під час цієї поїздки його особисто супроводжувало 11 козаків.
Втратив посаду наприкінці 1660 року на користь більш лояльного до Речі Посполитої П. Тетері. Залишився військовим товаришем у Корсунському полку. На початку 1664 року був звинувачений у причетності до організації антипольського повстання на Правобережжі. Розстріляний у березні за наказом польського полковника С. Маховського.

## Родина
Був одружений з донькою генерального обозного Тимофія Носача.
Син Михайло був овруцьким городовим отаманом. Син Іван — новгород-сіверським гродським скарбником. Син Каленик — військовий товариш Стародубського полку у 1709 році. Нащадки Каленика носили прізвище Фецькевичів-Калієнків, мешкали на Чернігівщині, володіли селами Сидорівкою та Лебединцями.